# Mehdi Benabid
El Mehdi Benabid (ur. 24 stycznia 1998 w Rabacie) – marokański piłkarz grający na pozycji bramkarza. Od 2025 jest zawodnikiem klubu Wydad Casablanca.

## Kariera klubowa
Swoją karierę piłkarską Benabid rozpoczynał w 2007 roku w juniorach klubu FUS Rabat. W 2017 roku stał się członkiem pierwszego zespołu. W debiutanckim sezonie wypożyczono go do Ittihadu Khémisset. Następnie wrócił do FUS Rabat i grał w nim do 2023 roku. Latem 2023 przeszedł do FAR Rabat. Zimą 2025 roku został zawodnikiem Wydadu Casablanca.

## Kariera reprezentacyjna
W 2024 roku Benabid został powołany do reprezentacji Maroka na Puchar Narodów Afryki 2023. W tym turnieju nie rozegrał żadnego meczu.